# ハーバー・ボッシュ法

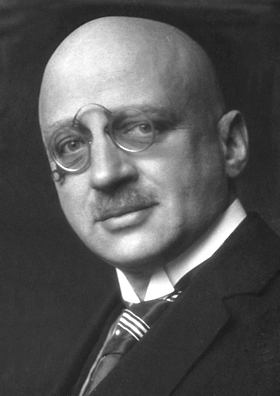
フリッツ・ハーバー（1918年）

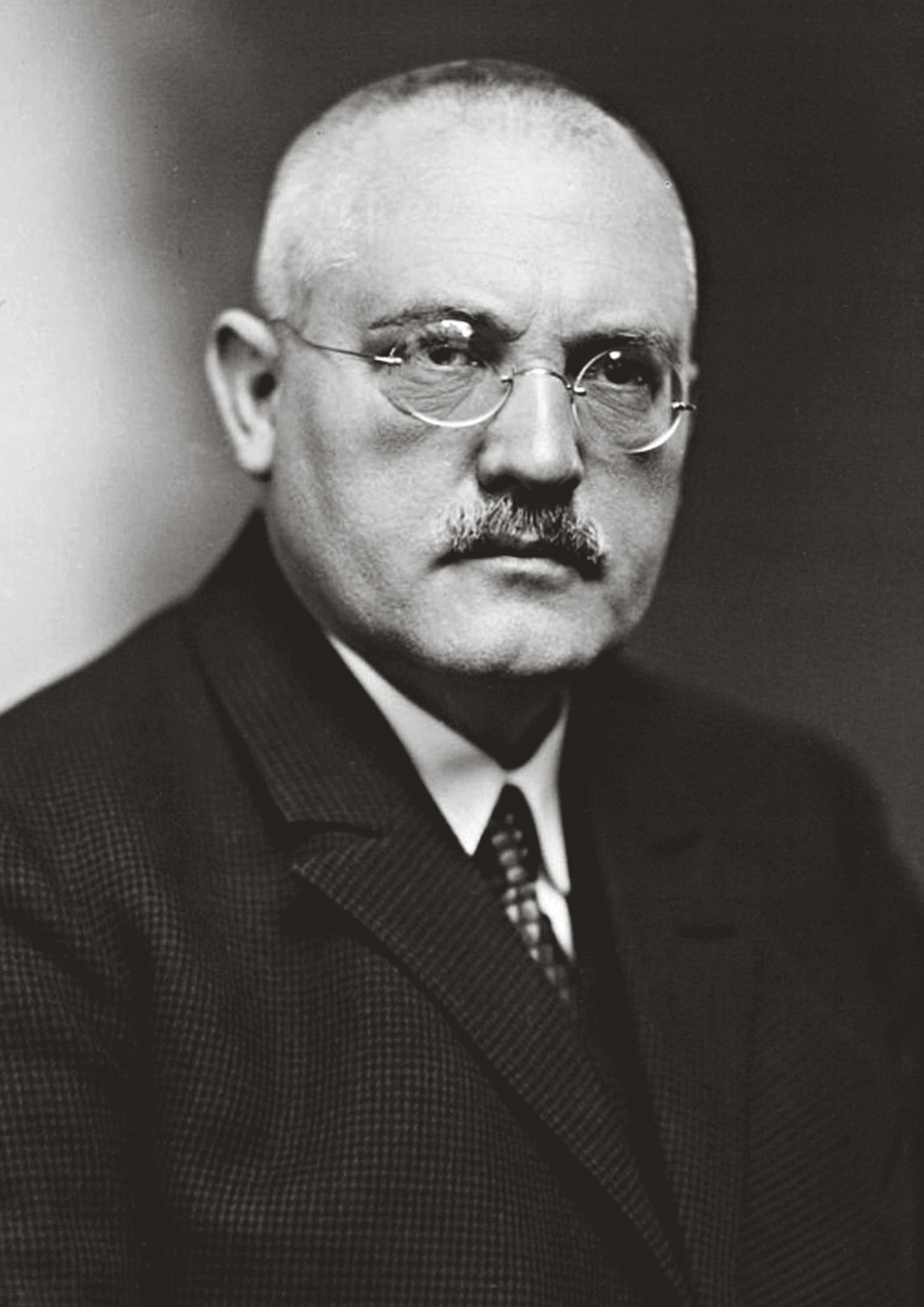
カール・ボッシュ（1927年）

ハーバー・ボッシュ法（ハーバー・ボッシュほう、独:Haber-Bosch-Verfahren, 英:Haber–Bosch process）または単にハーバー法（Haber process）とは、鉄を主体とした触媒上で水素と窒素を 400–600 °C、200–1000 atmの超臨界流体状態で直接反応させる、下の化学反応式によってアンモニアを生産する方法である。世界的な食糧不足が予想されていた中、ハーバー・ボッシュ法は化学肥料の大量生産を可能にした事で食糧生産量を急増させ、20世紀以降の人口爆発を支えてきた。常に手法の改良は試みられているが、21世紀に至るもハーバー・ボッシュ法の基礎理論は完全に置き換わることなく活用され続けている。
{\displaystyle {\ce {{N2}+ {3H2}-> {2NH3}}}}

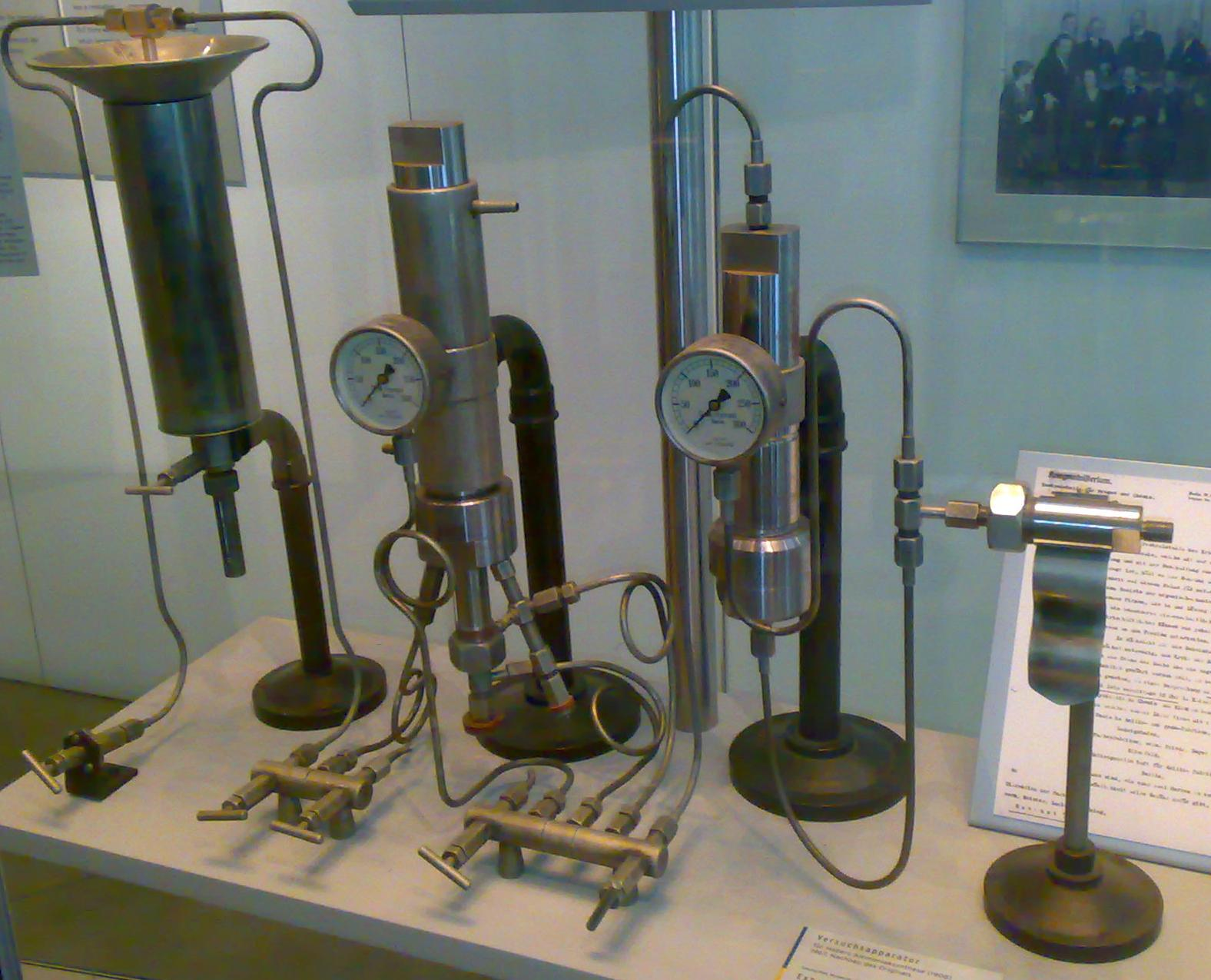
ベルリンのユダヤ博物館に展示されている1909年にフリッツハーバーがアンモニアを合成するために使用した実験装置

現代化学工業における窒素化合物合成の基本的製法であり、フリッツ・ハーバーとカール・ボッシュが1906年にドイツで開発した。ボッシュは1909年にドイツの研究所で窒素固定に成功し、1913年には、ボッシュ率いるBASFの研究グループが現在ハーバー・ボッシュ法と呼ばれている工業化された合成法を開発した。ロイナ工場で実用化されて、褐炭から肥料を生産した。それまではユストゥス・フォン・リービッヒの理論に基づき、チリ硝石を用いていた。

## 反応過程
現代の工業化学では、メタンから不均一系触媒を使って単離された水素と大気中の窒素とを反応させてアンモニアを合成している。

### 水素の合成
まず、メタンを精製して触媒を失活させる硫黄分を除去する。約1000 °C、3 MPaで精製したメタンを酸化ニッケル(II)を触媒として水蒸気と反応させる。これは水蒸気改質と呼ばれる。
{\displaystyle {\ce {{CH4}+ H2O -> {CO}+ 3H2}}}
水素量に対応する化学量論量の窒素を含有するだけの空気を加えて、水蒸気改質で残存したメタンを酸化させる。水素の一部も燃焼する。いずれも大きな発熱反応であり、発生した熱（およそ1000 °Cに達する）を利用して水蒸気改質に用いる高温高圧の水蒸気を得る。
{\displaystyle {\ce {{2CH4}+ {O2}-> {2CO}+ {4H2}}}}
{\displaystyle {\ce {{CH4}+ {2O2}-> {CO2}+ {2H2O}}}}
{\displaystyle {\ce {{2H2}+ {O2}-> {2H2O}}}}
高転化率と高い反応速度を両立するため、Fe-Cr系触媒とCu-Zn系触媒を用いた二段階の水性ガスシフト反応によって、一酸化炭素と水蒸気から二酸化炭素と水素を得る。本反応は平衡反応であるため、濃度0.5 %程度の一酸化炭素が残存する。
{\displaystyle {\ce {{CO}+ {H2O}-> {CO2}+ {H2}}}}
炭酸カリウム水溶液により、二酸化炭素を除去する。生成した炭酸水素カリウムは再生塔で炭酸カリウムに再生される。
{\displaystyle {\ce {{CO2}+ {K2CO3}+ {H2O}-> {2KHCO3}}}}
混合気体はメタン化炉へ送られ、ニッケル系の触媒を用いて、アンモニア合成反応で触媒毒になる一酸化炭素を10 ppm以下までメタン化により除去する。
{\displaystyle {\ce {{CO}+ {3H2}-> {CH4}+ {H2O}}}}

### アンモニア合成 - ハーバー法
最後に二重促進鉄を触媒としてアンモニアを合成する。
{\displaystyle {\ce {{N2(g)}+ {3H2(g)}<=> {2NH3(g)}}}}{\displaystyle \quad \Delta H^{\circ }=-92.4\ \mathrm {kJ/mol} }
初期の合成実験では約 20 MPa、約 1000 °Cで行われていたが、現代の量産プラントでは、25–35 MPa・約500 °Cで反応させ、触媒を通した後アンモニアは−33 °C程度まで冷却され、液体の状態で排出し適当な平衡定数を維持する。未反応の水素と窒素は循環し、再び触媒床に通される。

## 鉄触媒
ハーバー法を成功させた鍵の1つは、化学平衡を有利にし、かつ高い反応速度を得るために必要な高温高圧反応装置を開発できたことであり、もう1つは反応を促進する触媒を開発できたことである。窒素分子は非常に強い窒素原子間結合を有しており、その解離には大きな活性化エネルギーが必要となるため、極めて反応性に乏しい。実際、多くの場合、不活性ガスとして取り扱われる。従って、窒素解離の活性化エネルギーを低減できる触媒の開発が極めて重要であった。
二重促進鉄触媒ハーバーらは鉄鉱石（酸化鉄を主体とし、酸化アルミニウム、酸化カリウムを含む）を触媒に用いた。このとき注意すべきことは、酸化鉄を触媒として装填するが、実際に反応しているのは水素によって還元されて生じた単体の金属鉄であることである。酸化アルミニウムは還元されず単体として鉄の単体がシンタリングするのを防ぎ、酸化カリウムは塩基として鉄に電子を供与して触媒能力を高めている。これらの作用から二重促進鉄触媒と呼ばれる。これらの機構は後にゲルハルト・エルトルにより解明された。
{\displaystyle {\ce {Fe3O4-Al2O3-K2O}}}

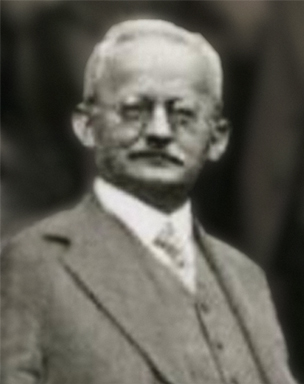
アルヴィン・ミタッシュ

触媒開発を担当したアルヴィン・ミタッシュにより見出された。ミタッシュは、様々な鉄鉱石を触媒として用いたところ、スウェーデン産の磁鉄鉱が非常に高い活性を示すことを発見した。そしてさらに検討を重ね、微量のアルミナとカリウムが必要であると結論付けた。この結論に至るまで、ミタッシュは約2万種類の触媒を試したと言われている。
三重促進鉄触媒より高効率で生成可能な触媒として CaO を付加した三重促進鉄触媒が開発された。
{\displaystyle {\ce {Fe3O4-Al2O3-CaO-K2O}}}

## 歴史
諸国
ハーバー・ボッシュ法の開発前は、アーク放電により窒素を酸化して窒素固定を行う手法が発明されたが、1トンの窒素を固定するのに6万キロワット時以上の電力量を消費するため、ほとんど使用されていなかった。1901年、ドイツ人のフランクとカロはカーバイドを700–1000 °Cで窒化させ、石灰窒素を合成することに成功した。石灰窒素を加水分解するとアンモニアが生成し、世界で初めて工業的にアンモニアを製造した。1919年の第一次世界大戦終結後、ハーバー・ボッシュ法も技術公開の対象となり、イタリアのルイージ・カザレーによるカザレー法、ジャコモ・ファウザーによるファウザー法、フランスのクロード法が生まれた。なお、これらのアンモニア合成法は原料ガスの製造方法や窒素・水素混合ガスの反応条件、触媒の差異はあるものの、いずれもハーバー・ボッシュ法が基礎となっている。
ハーバー・ボッシュ法が完成し、第1次世界大戦を経たあとの1925年には、ヴァイマル共和政のドイツに、カール・ボッシュを社長とする化学工業大手のIG・ファルベン社が発足し、これに対抗してイギリスの化学業界はインペリアル・ケミカル・インダストリーズを設立した。国際貿易上では硫酸アンモニウム肥料の激しいダンピング競争が生じた。
1928年には、化学工業の国際大手の化学工業社のあいだで、硫酸アンモニウム肥料に関する強力な国際カルテルであるヨーロッパ国際窒素協定が締結された 。
日本国内
日本政府は第1次世界大戦時の1917年にハーバー・ボッシュ法の特許権を敵国資産として接収し、1921年4月設立の東洋窒素組合（1926年に株式会社東洋窒素工業に改組）がその特許権の払下げを受けた。その目的は肥料となる硫安（硫酸アンモニウム）製造のためとされていたが、実際に生産されることはなかった一方、ハーバー・ボッシュ法を使用した商品が輸入される際に日本国内における特許権使用料を東洋窒素が得ることになった。
1930年、日本の硫安産業の企業は、前述のIG・ファルベン社、インペリアル・ケミカル・インダストリーズのカルテルに対抗して、窒素協議会及び硫安配給組合を組織し、政府に輸入規制を要求するなど政治問題をひきおこした。
1931年11月には国際窒素協定の継続が決まり、1931年12月、政府は「硫酸アンモニア輸出入許可規則」を公布し、その名のとおり硫酸アンモニアの輸入を制限した。また硫安配給組合は1932年、第二次国際窒素協定の代表者との間に、硫安の輸出入についての協定を行った。1936年には、輸出量が輸入量を上回るほどになった。
日本窒素肥料はイタリアからカザレー法を導入して水力発電所の電力で水を電気分解して水素を作る方式のアンモニア合成工場を延岡市に建て1923年（大正12年）10月から年産1万2,500トンの硫安の製造を開始した。一般に言われる石炭ではなく水と電気と空気から生産する方式を採用していた、この方式は石炭から水素を作る方法に比べると触媒を失活させる硫黄や一酸化炭素が発生しないため水素を生産する工程が簡単で、安い電力を安定供給する水力発電所があるから可能な方法で、同じ水力発電を元にする工場は戦前に現在の北朝鮮にも作られていた。

## 結果
パンの原料である小麦を始めとして、農作物を育てるには、窒素・リン・カリウムの肥料の三要素が不可欠だが、ハーバー・ボッシュ法は、窒素を供給する化学肥料の大量生産を可能とし、結果として農作物の収穫量は飛躍的に増加した。このためハーバー・ボッシュ法は、水と石炭と空気からパンを作る方法とも称された。
化学肥料の誕生以前は、単位面積あたりの農作物の量に限界があるため、農作物の量が人口増加に追いつかず、人類は常に貧困と飢餓に悩まされていた（マルサスの人口論）。
しかし、ハーバー・ボッシュ法による窒素の化学肥料（硫酸アンモニウムも参照）の誕生や、過リン酸石灰によるリンの化学肥料の誕生により、ヨーロッパやアメリカ大陸では、人口爆発にも耐えうる生産量を確保することが可能となった。これは1940年代から1960年代にかけて起きた、18世紀の農業革命に続く「緑の革命」の先駆けとなった。また日本などでは従来肥料として用いられてきた屎尿による寄生虫の感染も避けられるようになった。
ハーバー・ボッシュ法は同時に爆薬の原料となる硝酸の大量生産を可能にしたことから、平時には肥料を、戦時には火薬を空気から作るとも形容された。硝石の鉱床が無い国でも国内で火薬の生産が可能となり、その後の戦争が長引く要因を作った。例として第一次世界大戦において、ドイツ帝国は海上封鎖により、チリ硝石の輸入が不可能となったが、戦争で使用した火薬の原料の窒素化合物の全てを国内で調達できた（火薬・爆薬を参照）。
本法によるアンモニア合成法の開発以降、生物体としてのヒトのバイオマスを、従来よりもはるかに多い量で保障するだけの窒素化合物が、世界中の農地生態系に供給され、世界の人口は急速に増加した。現在では地球の生態系において最大の窒素固定源となっている。さらに、農地生態系から直接間接双方の様々な形で、他の生態系に窒素化合物が大量に流出しており、地球全体の生態系への窒素化合物の過剰供給をも引き起こしている。この現象は、地球規模の環境破壊の一端を成しているのではないかとする懸念も生じている。
ハーバーは本法の業績により、1918年にノーベル化学賞を受賞したが、第一次世界大戦中にドイツ帝国の毒ガス開発を主導していたために物議を醸した。またボッシュは実用化の業績により、1931年にノーベル化学賞を受賞している。